# Gustav Flatow
Gustav Felix Flatow, né à Berent (Prusse-Occidentale) le 7 janvier 1875 et mort au camp de concentration de Theresienstadt le 29 janvier 1945, est un athlète allemand, champion olympique lors des Jeux olympiques d'été de 1896 à Athènes. Il est le cousin de l'athlète Alfred Flatow.

## Biographie
Avec l'équipe des barres parallèles (Fritz Hofmann, Conrad Böcker, Alfred Flatow, Gustav Felix Flatow, Georg Hilmar, Fritz Manteuffel, Karl Neukirch, Richard Röstel, Gustav Schuft, Carl Schuhmann, Hermann Weingärtner), il remporte l'or. Il répète cet exploit avec l'équipe de la barre fixe (Fritz Hofmann, Conrad Böcker, Alfred Flatow, Gustav Flatow, Georg Hilmar, Fritz Manteuffel, Karl Neukirch, Richard Röstel, Gustav Schuft, Carl Schuhmann, Hermann Weingärtner). Il participe aussi à l'épreuve individuelle de cheval d'arçon, des anneaux, des barres parallèles, de la barre fixe et du saut de cheval, sans être médaillé, contrairement à son cousin et coéquipier Alfred Flatow.
Il participe également aux jeux de 1900 à Paris, sans obtenir de médaille. Il abandonne la gymnastique pour gérer son entreprise de textile, qu'il crée en 1899.
Après l'arrivée des Nazis au pouvoir en Allemagne en 1933, il part aux Pays-Bas car il est Juif. Quand l'Allemagne nazie envahit les Pays-Bas, il parvient à s'échapper jusqu'en 1943. Il est déporté au camp de concentration de Theresienstadt en février 1944, il meurt à l'âge de 70 ans en 1945, victime de la Shoah, à Theresienstadt, il ne pèse plus que 20 kg. Son cousin Alfred Flatow décède également à Theresienstadt en 1942.

## Palmarès

### Jeux olympiques
- Athènes 1896
  -  Médaille d'or sur l'épreuve de barres parallèles par équipes
  -  Médaille d'or sur l'épreuve de barre fixe par équipes